# Acta Universitatis Lodziensis. Folia Oeconomica
Acta Universitatis Lodziensis. Folia Oeconomica – czasopismo naukowe wydawane przez Wydawnictwo Uniwersytetu Łódzkiego.

## O czasopiśmie
Czasopismo publikuje artykuły zawierające wyniki oryginalnych badań teoretycznych i empirycznych, które mieszczą się we wszystkich dyscyplinach nauk ekonomicznych. Publikowane są zarówno artykuły przeglądowe i dotyczące polityki gospodarczej, jak i zorganizowane formy dyskusji na konkretne tematy z następujących dziedzin: ekonomia, finanse, finanse przedsiębiorstw, zarządzanie, marketing, gospodarka przestrzenna, ekonomia międzynarodowa, statystyka i ekonometria, rachunkowość.
Wszystkie numery są recenzowane zgodnie z modelem double-blind review.
Czasopismo znajduje się w wykazie czasopism naukowych prowadzonym przez Ministra Nauki i Szkolnictwa Wyższego z przyznaną liczbą 70 punktów.

## Rada Naukowa
- Barbara Błaszczyk, Instytut Nauk Ekonomicznych PAN, Polska
- Krystyna Gawlikowska-Heuckel, Uniwersytet Gdański, Polska
- Grażyna Gierszewska, Politechnika Warszawska, Polska
- Marian Gorynia, Uniwersytet Ekonomiczny w Poznaniu, Polska
- Marc Lautier, Université Paris 13, France
- Cedric Lesage, HEC Paris, France
- Elżbieta Mączyńska, Szkoła Główna Handlowa, Polska
- Bogdan Nogalski, Uniwersytet Gdański, Polska
- Witold Orłowski, Szkoła Biznesu Politechniki Warszawskiej, Polska
- Eulalia Skawińska, Uniwersytet Zielonogórski, Polska
- Roman Sobiecki, Szkoła Główna Handlowa, Polska
- Sławomir Sojak, Uniwersytet Mikołaja Kopernika w Toruniu, Polska
- Matti Viren, University of Turku, Finland

## Bazy
- Arianta
- BazEkon
- Index Copernicus Master List
- ProQuest